# Nettoinlandsprodukt

Brutto- und Nettoinlandsprodukt der Bundesrepublik Deutschland (in Mrd. Euro)
(1970–2007, bis 1991 nur Westdeutschland)

Unter Nettoinlandsprodukt (NIP) versteht man in den Wirtschaftswissenschaften zwei volkswirtschaftliche Aggregate, die für die Bestimmung des in einem Land in einem Zeitraum geschaffenen materiellen Wohlstands relevant sind.

## Begriffe und Beziehungen

### Das Nettoinlandsprodukt zu Marktpreisen
Beim Nettoinlandsprodukt zu Marktpreisen handelt es sich um die Summe der Marktwerte aller im Land produzierten Güter (Waren und Dienstleistungen) abzüglich Abschreibungen. Man erhält es aus dem Bruttoinlandsprodukt durch Abzug der Abschreibungen.
Im Sinne einer Entstehungsrechnung ausgehend vom Produktionswert zu Herstellungspreisen, d. h. ohne Gütersteuern, ergeben sich die folgenden Beziehungen:
|   | Produktionswert (zu Herstellungspreisen)        |
| - | Wert der Vorleistungen (zu Anschaffungspreisen) |
| = | Bruttowertschöpfung zu Herstellungspreisen      |
| + | Gütersteuern                                    |
| - | Gütersubventionen                               |
| = | Bruttoinlandsprodukt                            |
| - | Abschreibungen                                  |
| = | Nettoinlandsprodukt zu Marktpreisen             |

### Das Nettoinlandsprodukt zu Faktorkosten
Das Nettoinlandsprodukt zu Faktorkosten ist definitorisch identisch zur Nettowertschöpfung zu Faktorkosten eines Landes. Man erhält es aus der Bruttowertschöpfung zu Faktorkosten durch Subtraktion der Abschreibungen. Ausgehend von der Bruttowertschöpfung zu Herstellungspreisen erhält man:
|   | Bruttowertschöpfung zu Herstellungspreisen                               |
| - | sonstige Produktionsabgaben                                              |
| + | sonstige Subventionen                                                    |
| = | Bruttowertschöpfung zu Faktorkosten                                      |
| - | Abschreibungen                                                           |
| = | Nettowertschöpfung zu Faktorkosten = Nettoinlandsprodukt zu Faktorkosten |

Zu den sonstigen Produktionsabgaben zählt in Deutschland insbesondere die Grundsteuer.

### Vergleich von Nettoinlandsprodukt zu Marktpreisen und Nettoinlandsprodukt zu Faktorkosten
Die Differenz aus allen Produktionsabgaben (Gütersteuern und sonstigen Produktionsabgaben) und allen Subventionen (Gütersubventionen und sonstigen Subventionen) wird vom Statistischen Bundesamt unter Nettoproduktionsabgaben geführt. Es ergibt sich somit:
|   | Nettoinlandsprodukt zu Marktpreisen |
| - | Nettoproduktionsabgaben             |
| = | Nettoinlandsprodukt zu Faktorkosten |

### Verteilungsseitige Betrachtung
Verteilungsseitig ist das Nettoinlandsprodukt zu Faktorkosten gleich der Summe aus Arbeitnehmerentgelten (Bruttolöhnen und -gehältern sowie Arbeitgeberbeiträgen zur Sozialversicherung), Selbständigeneinkommen und Nettobetriebsüberschüssen nach dem Inlandsprinzip.

### Beziehung zum Volkseinkommen
Das Nettoinlandsprodukt zu Faktorkosten ist verwandt mit dem Nettonationaleinkommen zu Faktorkosten, welches gleich dem Nettoinländereinkommen zu Faktorkosten ist und in Deutschland Volkseinkommen genannt wird. Es gibt jedoch den Unterschied, dass beim Nettoinlandsprodukt zu Faktorkosten das Inlandsprinzip zugrunde gelegt wird, beim Nettoinländereinkommen aber, wie der Name sagt, das Inländerprinzip. Aus dem Nettoinlandsprodukt zu Faktorkosten erhält man das Nettoinländereinkommen, indem man die von Inländern im Ausland erwirtschafteten Primäreinkommen addiert und die von Ausländern im Inland erwirtschafteten Primäreinkommen subtrahiert, wobei Inländer und Ausländer – wie immer in der Volkswirtschaftlichen Gesamtrechnung – im Sinne von resident und non-resident zu verstehen sind.
|   | Nettowertschöpfung zu Faktorkosten = Nettoinlandsprodukt zu Faktorkosten         |
| + | Primäreinkommen von Inländern im Ausland                                         |
| - | Primäreinkommen von Ausländern im Inland                                         |
| = | Nettonationaleinkommen zu Faktorkosten = Nettoinländereinkommen (Volkseinkommen) |

## Daten für Deutschland
Der vom Statistischen Bundesamt verwendet in der Regel den Begriff Nettoinlandsprodukt synonym zu Nettoinlandsprodukt zu Marktpreisen und weist das Nettoinlandsprodukt zu Faktorkosten nicht aus.
Aus den angegebenen Daten für das Jahr 2021 ergibt sich:
| Entstehungsseitig |                                          |                  |
|                   | Bruttowertschöpfung                      | 3 228,945 Mrd. € |
| +                 | Gütersteuern abzüglich Gütersubventionen | 341,675 Mrd. €   |
|                   |                                          |                  |
| =                 | Bruttoinlandsprodukt                     | 3 570,620 Mrd. € |
| -                 | Abschreibungen                           | 694,038 Mrd. €   |
|                   |                                          |                  |
| =                 | Nettoinlandsprodukt zu Marktpreisen      | 2 876,582 Mrd. € |

| Verteilungsseitig |                                                 |                  |
|                   | Arbeitnehmerentgelte (nach dem Inlandsprinzip)  | 1 916,905 Mrd. € |
| +                 | Nettobetriebsüberschüsse/Selbständigeneinkommen | 670,267 Mrd. €   |
|                   |                                                 |                  |
| =                 | Nettoinlandsprodukt zu Faktorkosten             | 2587,172 Mrd. €  |
| +                 | Nettoproduktionsabgaben                         | 289,410 Mrd. €   |
|                   |                                                 |                  |
| =                 | Nettoinlandsprodukt zu Marktpreisen             | 2 876,582 Mrd. € |

Das Nettoinlandsprodukt zu Marktpreisen betrug im Jahr 2021 in Deutschland somit etwa 81 % des Bruttoinlandsprodukts.